# Lincoln Red Imps Football Club
Il Lincoln Red Imps Football Club, noto come Lincoln Red Imps, è una società calcistica gibilterriana con sede nella città di Gibilterra. Milita nella National League, la massima divisione del campionato gibilterriano di calcio.

## Storia
Il club è stato fondato nel 1976 da Charles Polson con il nome di Lincoln Football Club e gestito da Charles Head. Nello stesso anno venne iscritto alla quarta divisione gibilterrina, con una formazione composta da calciatori provenienti dalle giovanili di altri club locali (Blue Batons, Glacis United e St. Jago's).
Nel 1984 il club è promosso per la prima volta in massima serie, conquistando il campionato all'esordio nella competizione. Da qui poi si sono susseguiti sette titoli vinti consecutivi nel decennio compreso tra il 1984 e il 1994.
Dopo un "ringiovanimento" dell'organico del club e con diversi cambi identitari della società (dal 2000 al 2003: Lincoln ABG FC, dal 2003 al 2007: Newcastle FC e dal 2007 al 2014: Lincoln FC), tra le stagioni 2002-2003 e 2015-2016 il club è protagonista delle vittoria di 14 campionati consecutivi, eguagliando il club lettone dello Skonto per campionati vinti consecutivamente.
Nel mentre nel 2014 il club cambia ancora una volta identità societaria in Lincoln Red Imps, in onore della leggenda metropolitana della chimera del Lincoln Imp; inoltre diventa la prima squadra gibilterriana a partecipare alla UEFA Champions League, affrontando nei preliminari la formazione faroese del HB Tórshavn. Nella gara di andata, il 2 luglio 2014, ottengono il primo pareggio in una competizione europea; mentre nella partita di ritorno vergono sconfitti per 5-2 a Tórshavn, concludendo al primo turno la prima esperienza europea.
Nella stagione successiva i campioni di Gibilterra affrontano al primo turno preliminare i campioni di Andorra del FC Santa Coloma; pareggiando la gara di andata, giocata in casa (0-0), e vincendo, il 7 luglio 2015, la gara di ritorno per 2-1 (reti di Anthony Bardon e Lee Casciaro per il Lincoln); ottenendo la prima vittoria di una squadra gibilterriana in una competizione internazionale per club.
Tuttavia al secondo turno preliminare contro il Midtjylland, i red devils perdono entrambe le partite (andata in Danimarca persa 1-0 e ritorno a Gibilterra persa 2-0) venendo così eliminati dai danesi.
Nella stagione 2016-2017 i red devils, qualificatosi ancora una volta in Champions League, battono i campioni estoni del Flora Tallinn al primo turno preliminare. Al secondo turno preliminare vengono pescati assieme agli scozzesi del Celtic. Il 12 luglio 2016 il Lincoln, sfatando ogni pronostico, riesce a battere i biancoverdi a Gibilterra per 1-0 grazie ad un gol di Lee Casciaro; tuttavia al ritorno viene sconfitto 3-0 in Scozia, venendo eliminato. Nella stessa stagione, invece, il Lincoln perde per la prima volta dopo 14 anni il campionato, vinto dall'Europa FC.
Nelle stagioni successive il club torna ai vertici del campionato nazionale, vincendo tre campionati tra il 2017 e il 2021. In campo europeo, invece, con l'introduzione della UEFA Europa Conference League, diventa la prima squadra gibilterriana a partecipare alla fase a gironi di una qualunque competizione UEFA per club, grazie alla qualificazione ottenuta per i gironi della UEFA Europa Conference League 2021-2022, tramite il percorso riservato alle squadre vincitrici dei campionati. Nella competizione, in cui i red devils debuttano il 17 settembre contro il PAOK, ottengono l'ultimo posto nel gruppo F dietro a Copenaghen, PAOK e Slovan Bratislava subendo 17 gol e realizzandone solamente 2.
La stagione seguente non ripetono l'exploit europeo: partecipano alla UEFA Champions League 2022-2023 e al primo turno perdono all'andata 0-3 contro i macedoni dello Shkupi; al ritorno vincono 2-0 ma non trovano il terzo gol per mandare la partita ai supplementari e vengono eliminati. Contemporaneamente mantengono il dominio nazionale vincendo il ventisettesimo titolo, seguito dal ventottesimo (2023-2024) e dal ventinovesimo (2024-2025).
Grazie alla vittoria di quest'ultimo titolo, nell'estate 2025 il Lincoln accede al primo turno dei preliminari di Champions League dove battono - complessivamente per 4-2 - il Víkingur.
Passato il turno viene poi eliminato con un netto 1-6 dai serbi del Stella Rossa.
Retrocesso in Europa League, partecipa al terzo turno preliminare contro il Noah, che batte ai rigori dopo aver ottenuto due pareggi nel doppio confronto tra andata e ritorno.
In tal modo ottiene il diritto a partecipare ai play-off per la qualificazione alla fase campionato dell'Europa League, ma allo stesso tempo si assicura la partecipazione alla fase campionato di Conference League, in caso di sconfitta.

## Strutture

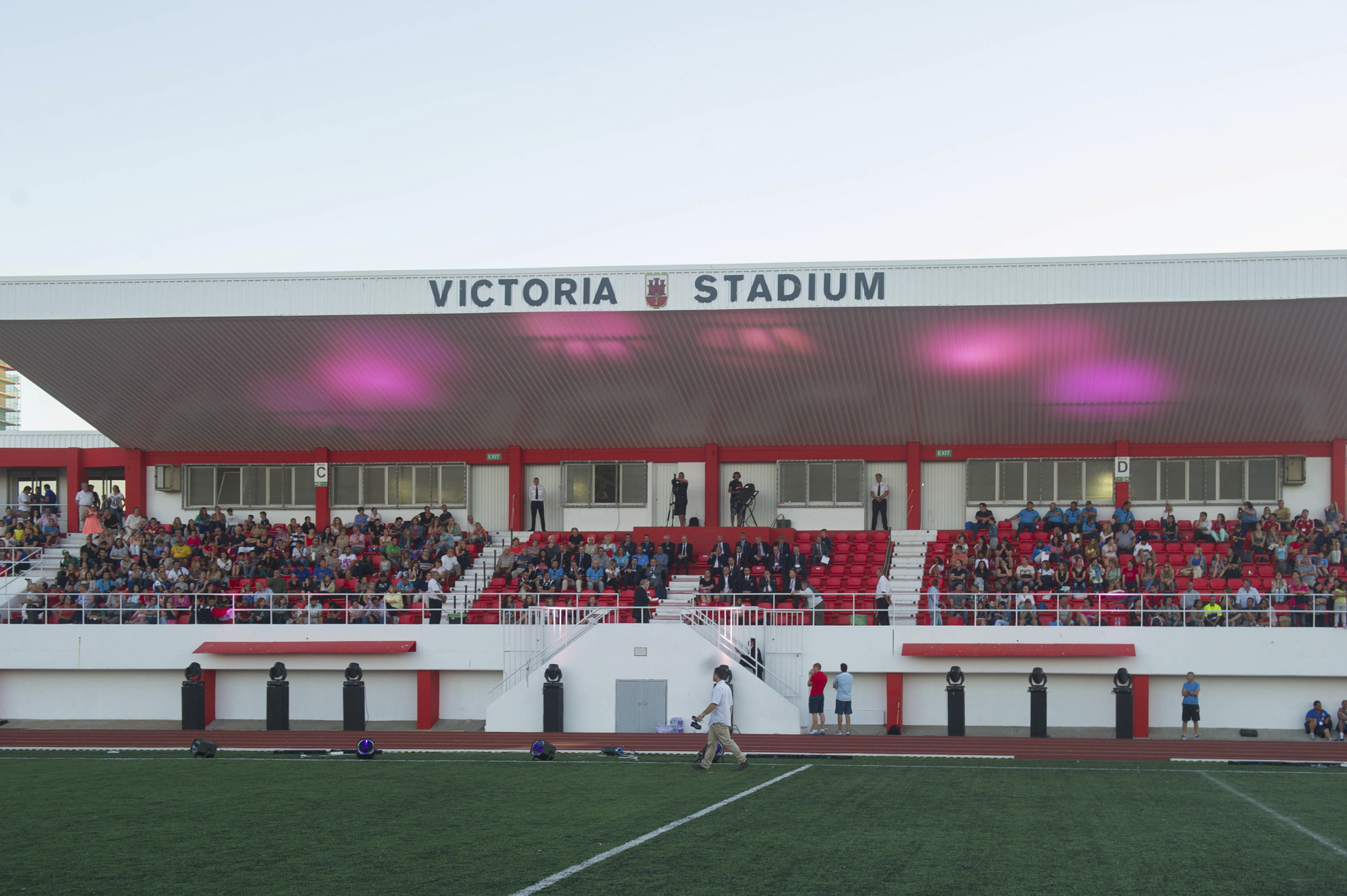
Il Victoria Stadium.

Come il resto delle squadre partecipanti al campionato gibilterriano, il Lincoln disputa le proprie partite casalinghe al Victoria Stadium.

## Allenatori e presidenti

### Allenatori
- 1984-1994  Charles Head
- 2004-2014  Mick McElwee[28]
- 2014-2016  Raúl Procopio[29]
- mar.-apr. 2016  Mick McElwee (ad interim)
- 2016-2018  Julio César Ribas[30][31]
- apr.-nov. 2018  Yiyi Pérez[32]
- nov.-dic. 2018  Manuel Núñez[33]
- 2018-2019  Víctor Afonso[34][35]
- gen.-mag. 2020  Germán Crespo Sánchez[36][37]
- mag.-oct. 2020  William Amaral de Andrade[38][39]
- 2020-2022  Mick McElwee[39][40]
- lug.-dic. 2022  Raúl Castillo[41]
- 2023-2024  Javier Muñoz[42]
- 2024-2025  David Campaña[43] (12 set. - 28 feb.)

 Juan José Bezares
- 2025-2026  Juan José Bezares

### Presidenti
- 1976-19??  Charles Polson
- 19??-2013  Sconosciuto
- 2014-2016  Derek Alman[44]
- 2017-oggi  Dylan Vargas[45][46]

## Palmarès

### Competizioni nazionali
- Campionato gibilterriano: 29  (record)

1984-1985, 1985-1986, 1989-1990, 1990-1991, 1991-1992, 1992-1993, 1993-1994, 2000-2001, 2002-2003, 2003-2004, 2004-2005, 2005-2006, 2006-2007, 2007-2008, 2008-2009, 2009-2010, 2010-2011, 2011-2012, 2012-2013, 2013-2014, 2014-2015, 2015-2016, 2017-2018, 2018-2019, 2020-2021, 2021-2022, 2022-2023, 2023-2024, 2024-2025
- Coppa di Gibilterra: 20  (record)

1986, 1989, 1990, 1993, 1994, 2002, 2004, 2005, 2006, 2007, 2008, 2009, 2010, 2011, 2013-2014, 2014-2015, 2015-2016, 2020-2021, 2021-2022, 2023-2024
- Supercoppa di Gibilterra: 13  (record)

2001, 2002, 2004, 2007, 2008, 2009, 2010, 2011, 2014, 2015, 2017, 2022, 2025
- Gibraltar Premier Cup: 1  (record)

2013-2014

## Statistiche e record

### Partecipazione ai campionati
| Livello | Categoria        | Partecipazioni | Debutto   | Ultima stagione | Totale |
| ------- | ---------------- | -------------- | --------- | --------------- | ------ |
| 1º      | Premier Division | 41             | 1978-1979 | 2018-2019       | 48     |
| 1º      | Football League  | 7              | 2019-2020 | 2025-2026       | 48     |

### Statistiche di squadra
La squadra è la prima per numero di campionati gibilterriani vinti, davanti al Prince of Wales F.C.. Il Lincoln detiene anche il record assoluto di vittorie di campionati consecutivi, con 14 titoli, tra la stagione 2002-2003 e la stagione 2015-2016.
Inoltre è la squadra che ha vinto più Rock Cup in assoluto, potendo vantare 18 affermazioni, di cui detengono anche la miglior striscia vincente con 8 titoli consecutivi tra l'edizione del 2003-2004 e quella 2010-2011.
Grazie ai risultati appena citati il Lincoln ha centrato il double (campionato e coppa) per 16 volte di cui 8 consecutivamente, record per il calcio a Gibilterra. La striscia di 8 double consecutivi è un record per il calcio europeo.

### Statistiche individuali
Record di presenze e reti in tutte le competizioni ufficiali, comprese anche le partite di coppa.
Dati aggiornati alla stagione 2024-2025.
| Record di presenze - 281 - Bernardo Lopes (2015-oggi) - 260 - Lee Casciaro (1998-oggi) - 197 - Roy Chipolina (2006-2023) - 185 - Ethan Britto (2015-2017; 2017-2018; 2019-oggi) - 159 - Joseph Chipolina (2014-2022) - 152 - Kike Gómez (2019-oggi) - 145 - Liam Walker (2014-2016; 2021-2024) - 122 - Jean-Carlos Garcia (2013-2019) - 114 - Kyle Casciaro (2010-2018; 2018-2019; 2020-2021) - 111 - Mustapha Yahaya (2019-2025) | Record di reti - 100 - Kike Gómez (2019-oggi) - 83 - Lee Casciaro (1998-oggi) - 73 - Joseph Chipolina (2014-2022) - 59 - Liam Walker (2014-2016; 2021-2024) - 53 - George Cabrera (2012-2021) - 43 - Juanfri (2016; 2022-2024) - 40 - Kyle Casciaro (2010-2018; 2018-2019; 2020-2021) - 29 - Bernardo Lopes (2015-oggi) - 26 - Tjay De Barr (2015-2017; 2017-2018; 2020-2021; 2024-) - 26 - Ethan Britto (2011-2017; 2017-2018; 2019-) |

## Organico

### Rosa 2024-2025
Aggiornata all'11 ottobre 2024.
| N. |                       | Ruolo | Calciatore                |
| -- | --------------------- | ----- | ------------------------- |
| 1  | Spagna (bandiera)     | P     | Nauzet Santana            |
| 2  | Spagna (bandiera)     | D     | Jesús Toscano             |
| 4  | Gibilterra (bandiera) | C     | Nicholas Pozo             |
| 5  | Ghana (bandiera)      | C     | Ibrahim Ayew              |
| 6  | Gibilterra (bandiera) | D     | Bernardo Lopes (capitano) |
| 7  | Gibilterra (bandiera) | A     | Lee Casciaro              |
| 8  | Ghana (bandiera)      | C     | Mustapha Yahaya           |
| 9  | Filippine (bandiera)  | A     | Kike Gómez                |
| 10 | Gibilterra (bandiera) | A     | Tjay De Barr              |
| 11 | Gibilterra (bandiera) | C     | Julian Valarino           |
| 13 | Gibilterra (bandiera) | P     | Jaylan Hankins            |
| 15 | Spagna (bandiera)     | D     | Rafa Muñoz                |
| 18 | Spagna (bandiera)     | A     | Toni García               |
| 20 | Gibilterra (bandiera) | D     | Ethan Britto              |

| N. |                       | Ruolo | Calciatore         |
| -- | --------------------- | ----- | ------------------ |
| 21 | Spagna (bandiera)     | D     | Nano               |
| 22 | Gibilterra (bandiera) | C     | Graeme Torrilla    |
| 23 | Spagna (bandiera)     | C     | Joe                |
| 23 | Gibilterra (bandiera) | D     | Jack Sergeant      |
| 25 | Gibilterra (bandiera) | P     | Ryan Smith         |
| 26 | Gibilterra (bandiera) | C     | Dan Bent           |
| 27 | Spagna (bandiera)     | P     | Vitolo             |
| 29 | Gibilterra (bandiera) | C     | Lee Chipolina      |
| 31 | Gibilterra (bandiera) | A     | Jonathan Sciortino |
| 36 | Gibilterra (bandiera) | D     | Alex Collado       |
| 70 | Spagna (bandiera)     | A     | Víctor Villacañas  |
| 71 | Gibilterra (bandiera) | D     | Javan Peacock      |
| 77 | Gibilterra (bandiera) | A     | Anthony Avellano   |
| 88 | Spagna (bandiera)     | C     | Mandi              |